# Henri Philibert Joseph Delmotte
Henri Philibert Joseph Delmotte  (* 14. März 1822 oder 14. Mai 1822 in Baudour, Hennegau; † 10. Juli 1884 in Brüssel) war ein belgischer Bühnendichter.
Delmotte studierte Rechtswissenschaft und trat anschließend in den Staatsdienst ein, wo er Kreiskommissar in Nivelles wurde. Er zog sich aber bald ins Privatleben zurück und ließ sich in Brüssel nieder.
Zugunsten der Bildung und Förderung eines nationalen Theaters der französischsprachigen Belgier führte er von 1879 bis 1880 in Flugblättern und Zeitungsartikeln eine sehr lebhafte Polemik. Neben zahlreichen Artikeln in Zeitschriften gab Delmotte auch Bücher heraus. Er verfasste einige Lustspiele, in denen er den Mittelstand Belgiens schildert.

## Werke
- Monsieur Du Bois, ou Nouvelle noblesse, comédie en 3 actes et en prose, par M. Henri Delmotte. (Bruxelles, Théâtre royal du Parc, 15 mars 1845; et Monnaie, 18 mars 1845.).
- Comédies M. Du Bois ou la nouvelle Noblesse. Le Début. Comment on dovint Conseiller. Le Lanceur d'Affaires. Paris: Sandoz & Fischbacher, 1873.